# 稀水こはく
星名 こはく（ほしな こはく 、1990年8月23日 - ）は、日本のタレント、グラビアアイドル。福島県出身。
YM2エージェンシー所属。

## 所属人物
前所属の事務所からスカウトされ、2016年にデビュー。
看護師の資格を持ち、現役看護師でもある。
趣味は読書。
資格は書道の師範免許。琴の生田流皆伝。

## 作品

### DVD
- 初めての琥珀色（2016年10月21日、イーネット・フロンティア)
- 現役看護師さん（2017年1月20日、竹書房)
- 琥珀色ワンダーランド（2017年6月23日、スパイスビジュアル)
- 誘惑遊戯（2017年12月22日、スパイスビジュアル)